# I've Been to the Mountaintop

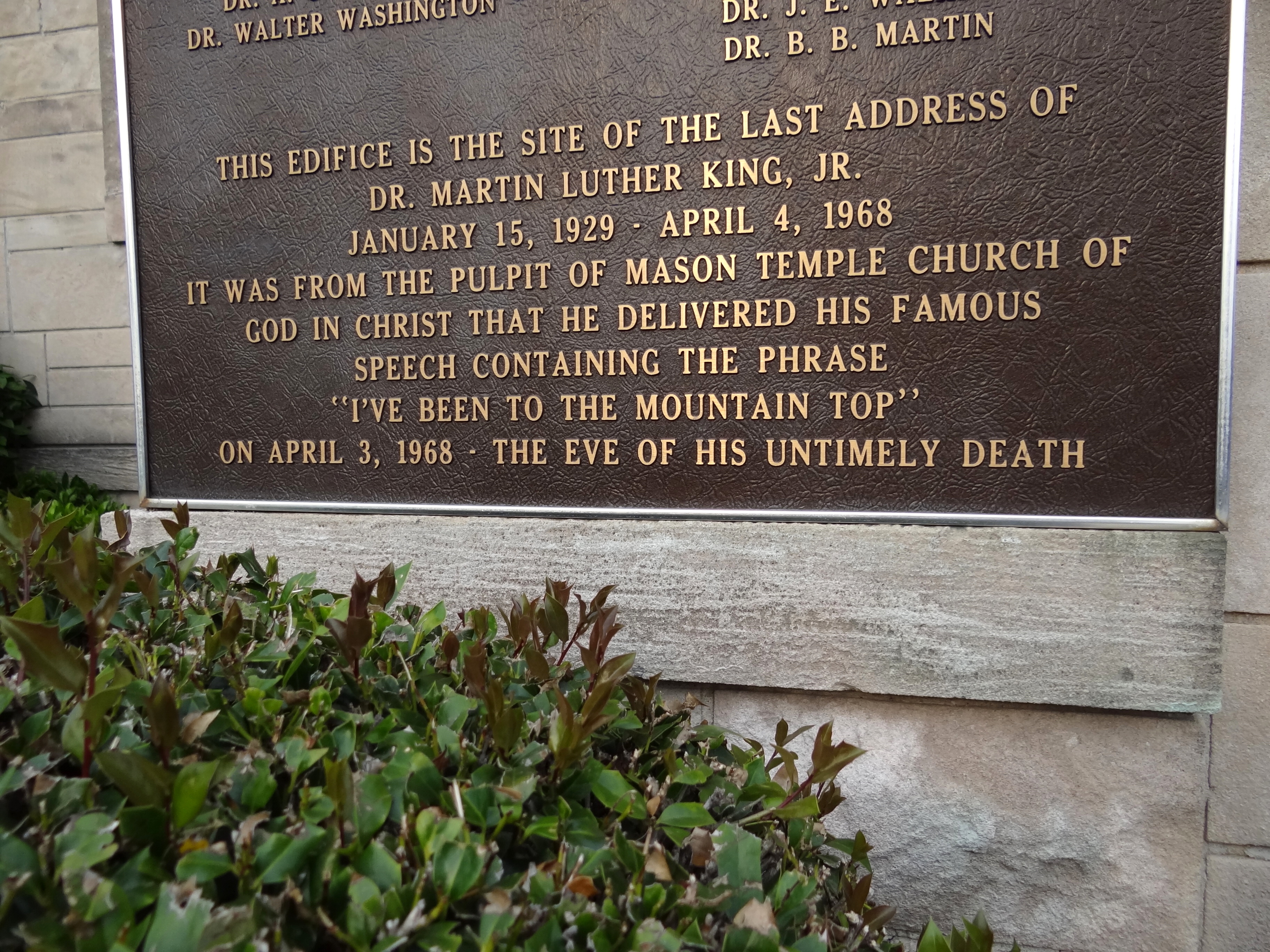
A placa fora do local do discurso, Mason Temple em Memphis, Tennessee

"I've Been to the Mountaintop" (em tradução livre: Eu Estive No Topo da Montanha) é o nome popular do discurso final proferido por Martin Luther King Jr. em 3 abril 1968, no Mason Temple (sede da Church of God in Christ) em Memphis, Tennessee.
O discurso trata principalmente da greve dos trabalhadores de saneamento de Memphis. King pede união, ações econômicas, boicotes e protesto não violento, ao mesmo tempo em que desafia os Estados Unidos a cumprir seus ideais. Ao final do discurso, ele aborda a possibilidade de uma morte prematura.

## Trechos do discurso de King
A respeito da greve, King declarou que
Citação: O problema é a injustiça. O problema é a recusa de Memphis em ser justa e honesta em seu tratamento com seus servidores públicos, que por acaso são trabalhadores de saneamento.
Ele alertou os manifestantes para não recorrerem à violência, sob o risco de que a questão da injustiça fosse ignorada por causa do foco na violência. King argumentou que as demonstrações pacíficas eram o melhor caminho, o único modo de garantir que suas exigências fossem ouvidas e atendidas.

Sobre o Movimento dos Direitos Civis nos Estados Unidos, King exigiu que os Estados Unidos defendessem todos os seus cidadãos, conforme prometido na Constituição dos Estados Unidos e na Declaração de Independência, afirmando que jamais desistiria até que esses direitos naturais fossem protegidos:
Citação: Em algum lugar eu li sobre a liberdade de reunião. Em algum lugar eu li sobre a liberdade de expressão. Em algum lugar eu li sobre a liberdade de imprensa. Em algum lugar eu li que a grandeza da América é o direito de protestar pelo que é certo. E assim como eu disse, não vamos deixar cães ou mangueiras de água nos fazerem voltar atrás. Não vamos deixar nenhuma liminar nos fazer voltar atrás. Nós vamos seguir em frente.
No que diz respeito aos boicotes econômicos, King defendeu o boicote a produtos de empresários brancos como forma de protesto não violento. Ele disse que o negro individualmente é pobre, mas juntos eles são uma potência econômica, e deveriam usar esse poder para interromper o apoio a grupos racistas e, em vez disso, fortalecer empresas negras. Embora as indústrias pudessem não dar ouvidos aos protestos, seriam obrigadas a ouvir os boicotes para não serem levadas à falência. King citou várias empresas como alvos do boicote:
Citação: Vão até seus vizinhos e peçam para não comprarem Coca-Cola em Memphis. Vão e digam para não comprarem leite Sealtest. Digam para não comprarem – qual é o outro pão? Wonder Bread. E qual é a outra empresa de pão, Jesse? Digam para não comprarem o pão Hart. Como Jesse Jackson disse, até agora, apenas os lixeiros estão sentindo dor; agora nós precisamos, de certa forma, redistribuir a dor.
Numa outra mensagem defendendo a união e a partilha de fardos, King invocou a história bíblica da Parábola do Bom Samaritano, em que um viajante judeu ferido é socorrido por um samaritano, apesar da tensão entre seus respectivos grupos etnorreligiosos. Essa história já chamava a atenção de King em seus trabalhos no Movimento pelos Direitos Civis por pelo menos meio decênio antes disso, devido ao seu ensinamento de que é preciso olhar além das características demográficas de alguém em necessidade, ou do impacto que ajudar o próximo pode ter na própria vida, e priorizar o ideal moral de Amar ao Próximo.
Citação: Então a primeira pergunta que o sacerdote fez – a primeira pergunta que o levita fez foi: “Se eu parar para ajudar este homem, o que acontecerá comigo?” Mas então veio o Bom Samaritano. E ele inverteu a pergunta: “Se eu não parar para ajudar este homem, o que acontecerá com ele?” Essa é a questão diante de vocês esta noite. Não, “Se eu parar para ajudar os trabalhadores do saneamento, o que acontecerá com meu emprego. Não, ‘Se eu parar para ajudar os trabalhadores do saneamento, o que acontecerá com todas as horas que normalmente passo no meu escritório todo dia e toda semana como pastor?’ A questão não é, ‘Se eu parar para ajudar este homem em necessidade, o que acontecerá comigo?’ A questão é, ‘Se eu não parar para ajudar os trabalhadores do saneamento, o que acontecerá com eles?’ Essa é a questão.
Perto do final do discurso, King referiu-se às ameaças contra sua vida e usou uma linguagem que prenunciava profeticamente sua morte iminente, mas tranquilizou o público de que não temia morrer pelo que acreditava:
Citação: Bem, eu não sei o que acontecerá agora. Temos alguns dias difíceis pela frente. Mas isso realmente não importa mais para mim, porque eu estive no topo da montanha. E isso não me incomoda. Como qualquer pessoa, eu gostaria de viver uma vida longa; longevidade tem seu lugar. Mas não estou preocupado com isso agora. Eu só quero fazer a vontade de Deus. E Ele me permitiu subir a montanha. E eu olhei do outro lado. E eu vi a Terra Prometida! Talvez eu não chegue lá com vocês, mas quero que saibam esta noite, que nós, como povo, chegaremos à Terra Prometida! Então estou feliz esta noite, não estou preocupado com nada! Não tenho medo de homem algum! Meus olhos viram a glória da vinda do Senhor!